# 法萨猪笼草
法萨猪笼草（学名：Nepenthes faizaliana）是马来西亚砂拉越州姆禄山国家公园内的石灰岩壁上特有的热带食虫植物。其种加词来源于描述者的儿子M·Kh·法萨（M. Kh. Faizal）。法萨猪笼草与博世猪笼草（N. boschiana）之间存在着密切的近缘关系。

## 植物学史
1981年11月10日，法萨猪笼草的模式标本“S 44163 (Lai & Jugah)”被采集于姆禄山国家公园的龙石（Batu Panjang）。模式标本存放于砂拉越古晋的林业部植物标本馆中（SAR）；等模标本存放于英国皇家植物园和莱顿的荷兰国家植物标本馆。
1991年，J·H·亚当和C·C·威尔科克正式描述了法萨猪笼草。该描述发表于《布卢姆》中。
1997年，马修·杰布和马丁·奇克在他们的专著《猪笼草属（猪笼草科）的框架性修订》中认为法萨猪笼草是窄叶猪笼草（N. stenophylla）的同物异名。接着，安西娅·飞利浦和安东尼·兰姆在他们的《婆罗洲的猪笼草》一书中也赞同这个观点。但是在马修·杰布和马丁·奇克的专著发表的几个月后，查尔斯·克拉克在其专著《婆罗洲的猪笼草属植物》中将法萨猪笼草恢复为独立的物种。而查尔斯·克拉克的这一观点也得到了之后的学者的认同。

## 形态特征
法萨猪笼草的叶片革质，具柄，为披针形至椭圆形，可长达14厘米，宽至4厘米。叶尖急尖，叶基钝尖。叶柄呈细管状，可长达5厘米。其半抱茎，无翼。中脉的两侧各有2条纵脉。羽状脉不明显。笼蔓可长达20厘米。
法萨猪笼草的下位笼还未被正式描述，但已知的是其下位笼体型较小，且比如上位笼常见。
法萨猪笼草的上位笼为窄漏斗形，上半部略宽，可高达30厘米。笼翼通常缩小为一对隆起。上位笼内表面蜡质区发达。笼口倾斜。唇平展，横截面为圆柱形，可宽达4毫米。笼盖为圆形，下表面具有蜜腺。笼盖基部的后方具有一根不分叉的笼蔓尾。
法萨猪笼草的花序为总状花序。还未有关于雌性花序的正式描述。雄性花序的总花梗可长达17厘米，花序轴可长达40厘米。每根花梗带一朵花，其可长达20毫米，并通常具有苞片。萼片为披针形至长椭圆形，可长达4毫米。一项对来自模式标本（S 44163 (Lai & Jugah)）花粉大小的研究显示，其120粒花粉的平均直径为32.3微米（标准误为0.4，变异系数为7.6%）。
法萨猪笼草的茎和叶柄上具有白色的星状毛被。叶片的上表面无毛，下表面具稀疏的分叉短毛。此外，叶片的中脉具白色的长毛被。

## 生态关系
法萨猪笼草是姆禄山国家公园中的石灰岩山峰上特有的热带食虫植物。它通常存在于海拔1000至1600米处，记录到的最低分布海拔为400米。法萨猪笼草在石灰岩层和开阔的山脊顶部陆生或附生。其分布地的周围分布着一些其他的猪笼草物种，包括窄叶猪笼草、毛盖猪笼草（N. tentaculata）和佛氏猪笼草（N. vogelii），但只记录到了一个公认的关于维奇猪笼草（N. veitchii）的自然杂交种。
虽然大多数法萨猪笼草都分布于交通不便的偏远地区，普通游客很难到达，但存在于阿比山的刀石林步道（Pinnacles Trail）的法萨猪笼草可较容易的观察到。
根据2000年的评估结果，法萨猪笼草已被列入《2006年世界自然保护联盟濒危物种红色名录》，保护状况为易危。1997年，查尔斯·克拉克依据世界自然保护联盟的标准非正式的将其列为易危，并指出如果把保护区内的分布考虑在内，其保护状况应为依赖保育。

## 相关物种
法萨猪笼草被归入“大猪笼草系”中，其中还包括博世猪笼草、陈氏猪笼草（N. chaniana）、附生猪笼草（N. epiphytica）、艾玛猪笼草（N. eymae）、暗色猪笼草（N. fusca）、克洛斯猪笼草（N. klossii）、大猪笼草（N. maxima）、宽唇猪笼草（N. platychila）、窄叶猪笼草和佛氏猪笼草。

### 博世猪笼草
法萨猪笼草表现出与博世猪笼草之间存在着密切的近缘关系。这两个物种的区别在于其毛被密度的不同；法萨猪笼草的毛被相当发达，而博世猪笼草植株的成熟部分几乎无毛。此外，博世猪笼草下位笼的底部往往更接近球形且唇更宽大。虽然博世猪笼草的笼口更宽，但它们的上位笼还是较难区分的。查尔斯·克拉克写道这些区别都“不是主要的”，且“有必要进行更紧密的对比”。博世猪笼草和法萨猪笼草都生长于石灰石基质中，且是婆罗洲海拔最高的石灰岩地层：分别为梅拉图斯山脉和姆鲁山国家公园的岩壁。

### 窄叶猪笼草
法萨猪笼草与窄叶猪笼草也很相似，它们曾被认为是同一个物种。法萨猪笼草与窄叶猪笼草的区别在于其叶片更接近披针形，花序更大，唇更宽，色彩更丰富，并且唇较少卷曲。法萨猪笼草的花梗只带一朵花，而不是两朵。此外，法萨猪笼草蜜腺的形状及其下位笼球形的基部，也与窄叶猪笼草不同。部分学者认为假猪笼草（N. fallax）是窄叶猪笼草的同物异名，而另一部分学者认为这两者是两个不同的物种，通常称为窄叶猪笼草的类群一般都为原来的假猪笼草。

### 暗色猪笼草
法萨猪笼草还与暗色猪笼草之间也存在着许多相似之处。在J·H·亚当和C·C·威尔科克对法萨猪笼草的描述中，他们基于花序结构、上位笼内表面的腺体大小和毛被的发达程度和特点等方面将其与暗色猪笼草区分开来。此外，法萨猪笼草的笼盖为圆形，而暗色猪笼草的笼盖非常窄。

## 扩展阅读
- ARKive中法萨猪笼草的信息
- 美国种质资源信息网络中法萨猪笼草的信息 （页面存档备份，存于）
- 食虫植物照片搜寻引擎中法萨猪笼草的照片 （页面存档备份，存于）

 维基共享资源上的相關多媒體資源：法萨猪笼草
 維基物種上的相關：法萨猪笼草